# Solomon Kondowe
Solomon Kondowe (ur. 23 września 1960) – malawijski bokser, olimpijczyk, medalista igrzysk Wspólnoty Narodów.
Wystąpił na Letnich Igrzyskach Olimpijskich 1984 w wadze lekkiej. W pojedynku 1/32 finału przegrał jednogłośnie na punkty z Leopoldem Cantancio z Filipin.
Pojawił się na starcie Igrzysk Wspólnoty Narodów 1978 w wadze piórkowej. W 1/8 finału został pokonany na punkty przez Iana McLeoda ze Szkocji. Wystartował także na igrzyskach w 1986 roku, tym razem w wadze lekkopółśredniej. W 1/8 finału miał wolny los. W 1/4 finału pokonał przed czasem Harry'ego Kalo z Vanuatu. W półfinale pokonał go David Clencie z Australii, który zwyciężył z Malawijczykiem na punkty. Dotarcie do półfinału zagwarantowało zdobycie brązowego medalu dla Kondowe. Był jednym z dwóch malawijskich sportowców (obok Lytona Mphande), którzy stanęli na podium podczas tych igrzysk.